# Un garçon sans malice
 (avril 2018).
Un garçon sans malice est un roman policier de Charles Exbrayat paru en 1985. 
Il s'agit du dernier roman de Charles Exbrayat paru aux éditions du Masque, et de son avant-dernier roman.

## Résumé
Dans son petit village de Passelanette, près de Céret, Antoine Fromenteau est considéré comme un gentil garçon, pas spécialement brillant. Le jour où il gagne 250 000 Francs à la loterie, il devient le plus beau parti du village. Mais il choque et surprend tout le monde en décidant d'épouser Angèle Bucheton, une prostituée qu'il fréquentait jusque là.
Il ignore qu'Angèle n'a accepté de l'épouser que parce qu'avec son souteneur, Albert Sandillon, elle compte le tuer, après lui avoir fait souscrire une grosse assurance-vie.
Cependant les différentes tentatives de meurtre organisées par Angèle et Albert se retournent contre eux, et Antoine se retrouve veuf, après avoir touché l'assurance-vie, qui lui permet de réaliser les projets pour lesquels les 250 000 francs de la loterie étaient insuffisants.
Il épouse une voisine qui était depuis toujours amoureuse de lui, et tout le monde vit heureux. Seul Trégameur, chef gendarme, révèle à Antoine qu'il a deviné qu'il était loin d'être aussi naïf que le village le pense, et qu'il sait qu'il a tout organisé à son bénéfice; mais ne pouvant rien prouver, il préfère demander sa mutation.

## Édition
Le roman paraît initialement dans la collection Le Masque, sous le no 1782, et n'a jamais connu de réédition.